# Принс-Джорджес-Плаза

Принс-Джорджес-Плаза (англ. Prince George's Plaza) — открытая наземная станция Вашингтонгского метро на Зелёной линии. В часы пик также обслуживается Жёлтой линией. Она представлена двумя боковыми платформами. Станция обслуживается Washington Metropolitan Area Transit Authority. Расположена в городе Хайатсвилл на участке между Ист-Уэст-хайвэй и Куинс-Чэпел-роад. Поблизости к станции расположены торговый центр округа и городской университетский центр.
Станция была открыта 11 декабря 1993 года.
Открытие станции было совмещено с открытием ещё 3 станций: Уэст-Хайатсвилл, Колледж-парк — Мэрилендский университет, Гринбелт.